# 隋世昌
隋 世昌（ずい せいしょう、1226年 - 1286年）は、モンゴル帝国（大元ウルス）に仕えた漢人将軍の一人。

## 生涯
隋世昌の父の隋宝は登州棲霞県より萊州萊陽県に移住し、金朝に仕えて管軍謀克に任命された人物で、モンゴルの第二次金朝侵攻時には懐遠大将軍・管軍都総領に任じられていた。しかしモンゴル軍の侵攻を受けて隋宝は投降し、萊陽県令に任命されるに至った。
隋世昌は隋宝の四男で、身長八尺の巨漢で重さ40斤の槍を振るう剛の者として知られていたという。1253年（癸丑）には隊長に任じられ、海州に攻めてきた南宋軍を撃退する功績を挙げている。1262年（壬戌）の東海攻めでは真っ先に城壁を登る功績を挙げ、馬軍隊官に昇格となった。1259年（己未）の漣水攻めでは雲梯を用いて城壁を攻め、身にいくつもの傷を負いながら城の陥落に奮戦し、この功績により馬軍千戸に昇格となった。
1260年（中統元年）、南宋の将の夏貴が淮南新城を攻めてきたときは、隋世昌が夜間に乗じて南宋軍を奇襲し、斬首数百、守将2名を刺殺する勝利を得た。このころ、漣水がモンゴルから南宋側に寝返ったため、隋世昌は東馬寨城下にて南宋軍を撃退している。1262年（中統3年）には歩軍千戸の地位に改められ、行村海口に移った。1264年（至元元年）には萊陽県諸軍奥魯長官の地位を授けられている。
1269年（至元6年）からは南宋への侵攻に従事し、1270年（至元7年）には淄萊万戸府副都鎮撫に任じられて、万山堡を守ることとなった。1272年（至元9年）には南宋兵を鹿門山で破り、元帥の劉整の命を受けて新門の建築と、これを妨害しようとする樊城からの攻撃の撃退に従事した。その後、樊城・襄陽城の陥落にも尽力し、武略将軍の地位に遷った。モンゴル軍が黄涴堡より漢江に入り、新城攻めを始めると、隋世昌は数本の矢を受け、兜は壊れ、城壁から落ちるという重傷を負いながら新城の攻略に奮戦した。新城が陥落した翌日、司令官のバヤンは城壁の高さが1丈5尺余りあるのを見て、隋世昌の功績が最も上であると見なしたという。その後、長江を南に渡河するに当たって、これを阻もうとする南宋軍を破る功績を挙げている。
1275年（至元12年）には丁家洲の戦いに従軍し、この時の功績により管軍千戸に昇格となった。1276年（至元13年）には揚州を包囲し、隋世昌は南宋軍の糧道を断つために湖泊を巡っていたが、隋世昌の勇名を知る南宋軍は敢えて近寄ろうとしなかったという。揚州の平定後、四城兵馬使に任じられ、さらに平章のアジュとともに入見したときには宣武将軍・管軍総管の位を授けられている。1277年（至元14年）からは揚州に駐屯し、野人原・司空山などの城塞を平定して安撫使の地位に進んでいる。1280年（至元17年）には定遠大将軍・管軍万戸の地位を拝命し、さらに海賊を討伐した功績により安遠大将軍の位に進んだ。1286年（至元23年）には沂郯上副万戸の地位に改められたが、それまでの数百にわたる合戦で負った傷がもととなり、61歳にして病死した。死後、息子の隋国英が地位を継承している。